# Кобелль, Хендрик
Хендрик Кобелль (нидерл. Hendrik Kobell; 1751—1799) — североголландский художник, рисовальщик, офортист и гравёр.

## Биография
Хендрик Кобелль родился 13 сентября 1751 года в городе Роттердаме.

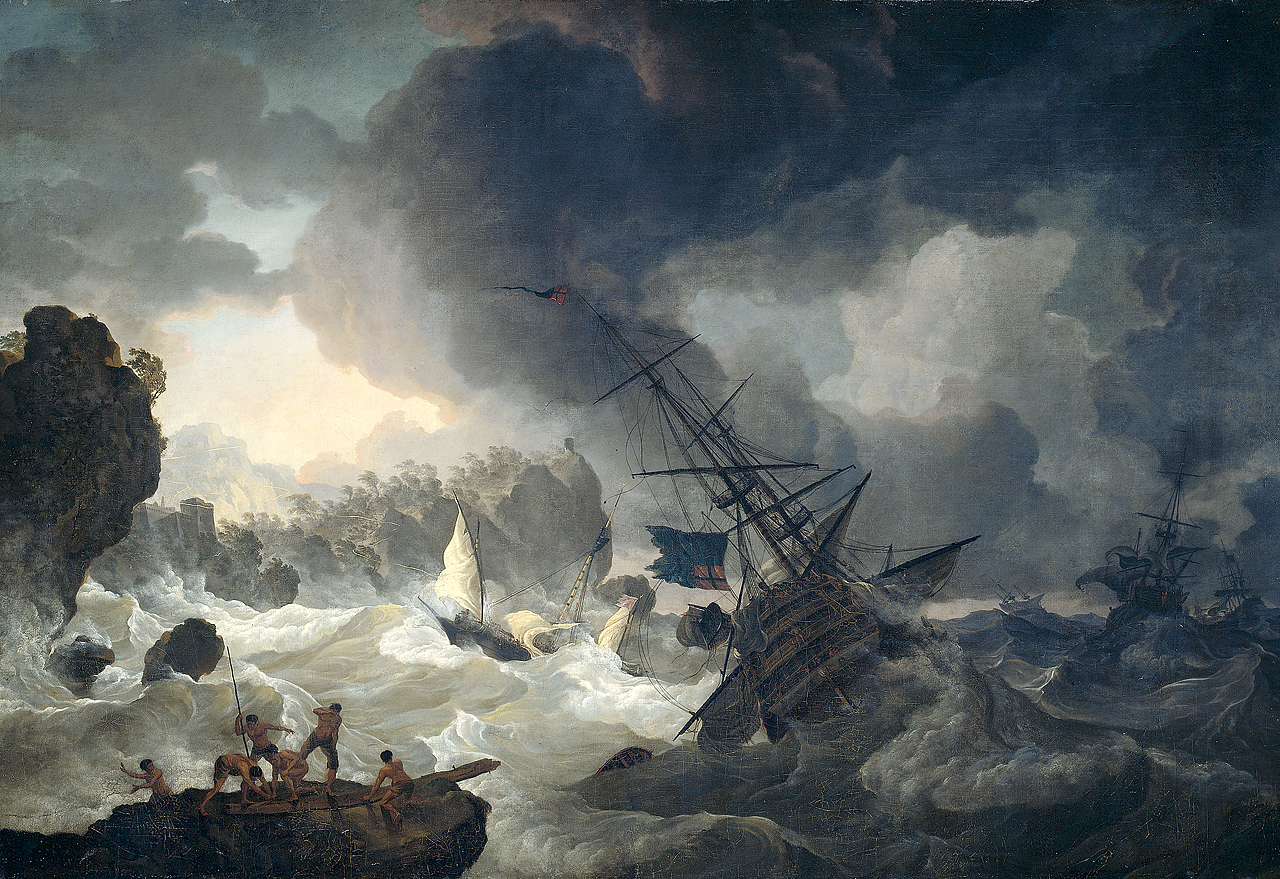
Одна из работ Хендрика Кобелля (1775 год)

Родился в семье живописцев и был двоюродным братом Фердинанда Кобелля и Франца Кобелля, немецких художников. Его отец был торговцем гончарными изделиями; не будучи профессиональным художником, он обучал своего сына рисованию, и любил рисовать корабли в порту Роттердама. Наконец, младший Кобелль смог отправиться в путешествие, когда в 1779 году его отец начал в Лондоне новое дело, которым сын мог руководить. В 1770 году Хендрик вернулся в Северные Нидерланды и стал изучать искусство в Амстердаме. В течение двух лет он учился под руководством Якоба де Воса и Корнелиса Плоса ван Амстела с таким успехом, что был избран членом Stadstekenacademie (Амстердамской академии рисования). В 1772 году он отправился в Париж, а в 1772 году поселился в Роттердаме, где участвовал в создании аналогичной академии рисования; Genootschap Hierdoor tot Hooger.
Хендрик Кобелль скончался 3 августа 1779 года в родном городе.
Его сын Ян Кобелль (1779—1814) пошёл по стопам отца и также стал художником, изображая на своих полотнах в основном стада домашнего скота и отдельные фигуры коров, быков, овец, лошадей среди пейзажа.

## Творчество
Писал и гравировал (крепкой водкой) в основном морские виды.
В конце XIX — начале XX века на страницах «Энциклопедического словаря Брокгауза и Ефрона» его творчество характеризовалось следующим образом: «Картины его отличаются правильностью рисунка, прекрасной передачей впечатления природы, смелостью и ловкостью письма».